# Mahbubey Alam
Mahbubey Alam (ur. 17 lutego 1949 w Munszigondźo, zm. 27 września 2020 w Dhace) – banglijski prawnik, prokurator generalny.

## Działalność publiczna
Po ukończeniu prawa, pracował jako adwokat. W okresie od 13 stycznia 2009 do śmierci 27 września 2020 był prokuratorem generalnym Bangladeszu.
Zmarł 27 września 2020 na COVID-19.